# Duguetia surinamensis
Duguetia surinamensis är en kirimojaväxtart som beskrevs av Robert Elias Fries. Duguetia surinamensis ingår i släktet Duguetia och familjen kirimojaväxter. Inga underarter finns listade i Catalogue of Life.